# جداکننده آب روغنی (دریایی)
جداکننده آب روغنی (دریایی)  (به انگلیسی: Oily Water Separator یا OWS) یکی از تجهیزات مخصوص صنعت دریانوردی است که برای جدا کردن مخلوط آب و روغن استفاده می‌شود. از این دستگاه برای جدا کردن روغن از آب‌های زائد کشتی مانند آب خن استفاده می‌شود. آب‌های تخلیه شده باید با شرایط ذکر شده در قوانین مارپل مطابقت داشته باشند.

## هدف

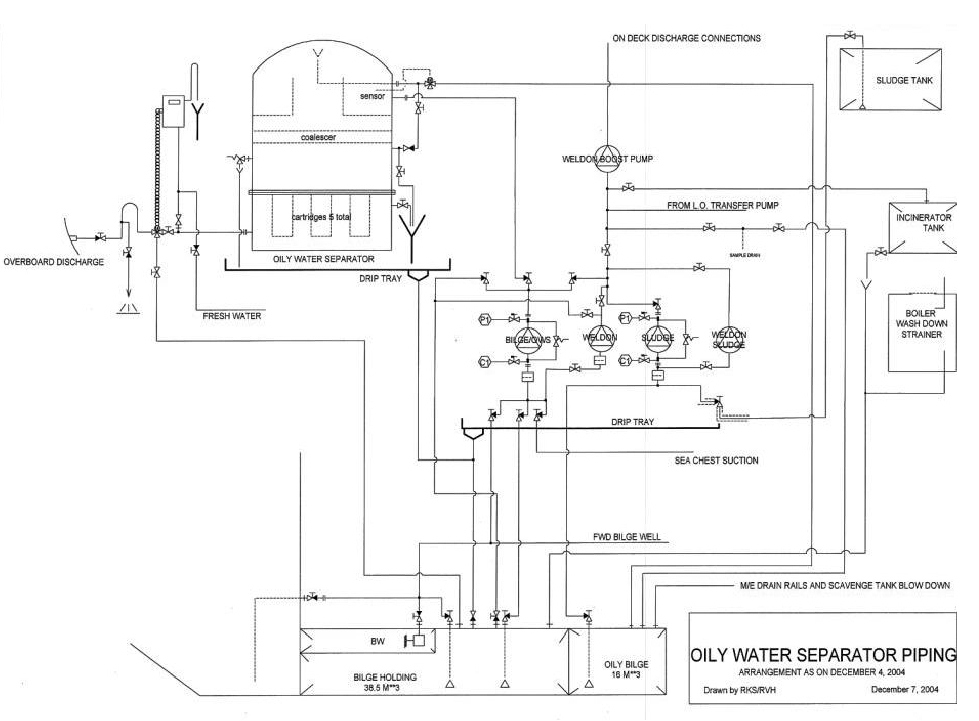
نمودار لوله‌کشی جداکننده آب روغنی

هدف اصلی یک جداکننده آب روغنی جدا کردن روغن و سایر آلودگی‌های مضر برای اقیانوس‌ها از آب است. سازمان بین‌المللی دریانوردی قوانین و مقررات جدیدی را از طریق کمیته حفاظت محیط زیست دریایی (به انگلیسی: MEPC) در تاریخ ۱۸ ژوئیه ۲۰۰۳ صادر کرده است که در آن جزئیات ویژگی‌ها و مشخصات فنی دستگاه جداکننده آب روغنی مشخص شده است. این دستگاه‌ها باید قادر به تولید آب خن با محتوی کمتر از 15 ppm روغن از نوع C یا روغن به شدت امولسیون شده و دیگر مواد مضر باشد. برخی از این مواد آلوده شامل روغن ماشین‌آلات، مواد شوینده، دوده حاصل از احتراق، سوخت، زنگ فلزات، فاضلاب و سایر مواد مضر برای محیط زیست اقیانوس می‌شود.